# 아빠라 부르는 여인
"아빠라 부르는 여인"은 한국에서 제작된 최현민 감독의 1972년 영화이다. 신영균 등이 주연으로 출연하였고 강대진 등이 제작에 참여하였다.

## 출연

### 주연
- 신영균
- 문희